# Club Balonmano Eón Alicante
El Club Balonmano Eón Alicante, conocido como Eón Horneo Balonmano Alicante por motivos de patrocinio, es un club de balonmano de la ciudad de Alicante. Fue fundado en 2017 como Club Balonmano Sporting Alicante y actualmente juega en la Liga ASOBAL tras ascender como primero de Division de honor plata.

## Organigrama deportivo

### Jugadores
| Nº | Nombre                 | Edad | Posición          | Altura (m) |
| -- | ---------------------- | ---- | ----------------- | ---------- |
|    | Marco Krimer           | 27   | Portero           | 1.90       |
|    | Jorge Broto            | 24   | Portero           | 1.82       |
|    | Pepe Aguilar           | 18   | Portero           | 1.90       |
| 95 | Álvaro Torres          | 28   | Central           |            |
|    | Dídac Talens           | 21   | Central           |            |
|    | Santino Benjamin Boado | 19   | Central           | 1.81       |
| 24 | Matheus de Novais      | 33   | Lateral izquierdo | 1.83       |
| 55 | Santiago Mosquera      | 26   | Lateral izquierdo | 1.93       |
|    | Julen Urruzola         | 21   | Lateral izquierdo | 2.04       |
|    | Guillermo Fischer      | 27   | Lateral izquierdo | 2.00       |
| 4  | David Jiménez          | 35   | Lateral derecho   | 1.88       |
|    | Karlos Rubio           | 19   | Lateral derecho   |            |
|    | Gabriel Navarro        | 22   | Lateral derecho   | 1.96       |
|    | Xabier Barreto         | 20   | Extremo izquierdo | 1.75       |
|    | Carlos Fernández       | 22   | Extremo izquierdo | 1.97       |
|    | Jerónimo Cartagena     | 24   | Extremo izquierdo | 1.73       |
| 22 | Alberto González       | 22   | Extremo derecho   |            |
|    | Oriol Blanco           | 24   | Extremo derecho   | 1.78       |
| 6  | Martín Doldan          | 36   | Pivote            | 1.91       |
|    | Bruno Ugrin            | 25   | Pivote            | 1.96       |

### Traspasos
Traspasos para la temporada 2023–24
Altas
- Julen Urruzola (LI) desde ( Bidasoa Irún) (Cedido)
- Xabier Barreto (EI) desde ( Bidasoa Irún) (Cedido)
- Marco Krimer (PO) desde ( BM Ciudad de Guadalajara)
- Oriol Blanco (ED) desde ( Atlético Valladolid)
- Carlos Fernández (EI) desde ( BM Ciudad Encantada)
- Dídac Talens (CE) desde ( BM Alarcos)
- Jorge Broto (PO) desde ( UD Ibiza)
- Nacho Salgado (CE) desde ( BM Cangas)
- Karlos Rubio (LD) desde ( BM Elda CEE)
- Pepe Aguilar (PO) desde ( BM Petrer)
- Jerónimo Cartagena (EI) desde ( BM Elda CEE)
- Gabriel Navarro (LD) desde ( BM Mislata)
- Guillermo Fischer (LI) desde ( BM Villa de Aranda)
- Bruno Ugrin (PI) desde ( Jags Vöslau)

Bajas
- Adrián Labañera (EI) al ( BM Elche)
- Cristian Serrano (LI) al ( Handbol Sant Quirze)
- David Quiles (LI) al ( Agustinos Alicante)
- Adrián Torres (PO) al ( Agustinos Alicante)
- Sergio Martínez (EI) al ( Agustinos Alicante)
- Aleaddine Kouni (PI)
- Luis Hernández (LI)
- Juande Linares (LD)
- Nacho Mirallave (ED)
- Miguel Ángel Labañera (EI)
- Yeray Mancebo (PI)
- Ximo Delgado (PI)
- Miguel Ángel Martínez (CE)
- Cristian Moll (LI)
- Emil Feuchtmann (CE)
- Kiko Padilla (PO)

### Cuerpo técnico
- Entrenador: Fernando Latorre
- Ayte Entrenador: Iker Serrano
- Oficial: Francisco Antonio Perea
- Médico: Joaquín Salvador Ferrer